# Stadion Kołos w Boryspolu
Stadion "Kołos" (ukr. Cтадіон «Колос» Бориспільської міськрайонної ради ФСТ «Колос», Stadion "Kołos" Boryspilskoji Miśkrajonnoji Rady FST "Kołos") – stadion w Boryspolu.
Stadion "Kołos" w Boryspolu został zbudowany po II wojnie światowej. Wtedy stadion mieścił 7 500 widzów i był jednym z największych stadionów obwodu. Po rekonstrukcji w 1997 roku stadion dostosowano do wymóg standardów UEFA i FIFA, wymieniono stare siedzenia na siedzenia z tworzywa sztucznego. Rekonstruowany stadion będzie mógł pomieścić 5 654 widzów, w tym około 2 tys. pod nakryciem. Stadion ma formę owalu, a zamiast północnej trybuny położone sztuczne pole dla gry w hokej na trawie z 1 500 miejsc siedzących.
Wcześniej do 2007 na stadionie występował klub Borysfen Boryspol, potem do 2009 klub Kniaża Szczasływe, a od sezonu 2009/10 klub Arsenał Kijów. Oprócz tego, stadion był domową areną klubów CSKA-Borysfen Boryspol, CSKA Kijów, CSKA-2 Kijów, Dynamo-2 Kijów, Dynamo-3 Kijów, Boreks-Borysfen Borodzianka.
Również na stadionie odbywały się mecze (jako pole neutralne) o awans do Pierwszej lihi w 1998 roku oraz międzynarodowe mecze młodzieżowej i juniorskiej reprezentacji Ukrainy. 
Obok na polu dla gry w hokej na trawie rozgrywa swoje mecze kobiecy klub hokejowy Kołos Boryspol.